# 中国民航3303号班机空难
中國民航3303號班機空難（又稱四·二六空難、1982年桂林空難）發生於1982年4月26日，班机從廣州往桂林。16時45分，飛機在離桂林50公里的恭城縣营盘村崩山撞山坠毁，飛機機體除尾部外大部分均已解體，機上104名乘客和8名機組人員全部死亡。死亡乘客過半數來自英屬香港，這次中国空难促成了香港記者在改革開放後首次走進中國大陸採訪突發新聞。

## 航班
失事飛機是一架由英國霍克薛利公司生產的霍克薛利三叉戟2E型（一般簡稱「三叉戟」），飛機註冊編號為B-266，生產編號為2170，於1975年首飛。出廠時飛機註冊編號為G-BAJG。飛機由空軍擁有，隸屬於中國民航廣州管理局（即现在的中国南方航空）管理。

## 調查
官方調查結論認為，飛機駕駛在向机场进近的过程中擅自降低飛行高度，雖然塔台知道飞机将低于安全高度飞行，但空管人員用语不规范，使駕駛继续下降飞行高度，最終造成飞机撞山。
但亦有調查認為，空難是由于飛機自动驾驶仪發生故障所導致的。該調查認為，飛機在自動駕駛儀故障後開始翻滾，飛機驾驶員在飛機翻滾至45度时才注意到仪表，但駕駛員卻将仪表显示數據錯誤地判读，继续压杆加大翻滾幅度。飛機最终翻滾至180度並向下撞山。
當時皇家香港天文台的一位發言人稱，自星期日（4月25日）起廣州-桂林地區已經受到惡劣天氣的影響。

## 傷亡
| 國籍                                                                     | 乘客 | 機組人員 | 總計 |
| ------------------------------------------------------------------------ | ---- | -------- | ---- |
| 中国                                                                     | 45   | 8        | 53   |
| 英屬香港                                                                 | 52   | 0        | 52   |
| 美国                                                                     | 2    | 0        | 2    |
| 未知國籍 （外籍華人）                                                    | 5    | 0        | 5    |
| 總計                                                                     | 104  | 8        | 112  |
| 遇難乘客及機組人員之國籍分佈 - 資料來源：桂林晚報Aviation Safety Network |      |          |      |

近千名解放軍到現場搜索，一個多星期後才結束。空難後，恭城縣西嶺瑤族鄉組織了67名民兵前往事發地點保護現場。
班機乘客有52名英屬香港人，其中37人在廣州成團，團員包括香港無綫電視藝人麦大成一家。據美聯社引述未經證實的消息，有數名日本旅客也在機上。由於飛機墜毀後產生巨大的爆炸衝擊力，屍體大部分都遭到嚴重破壞。

### 身後事
空難之後，40多名香港和美國的遇難者被葬在深圳大鵬灣華僑墓園022段的一個墓中，墓碑上貼有遇難者的照片並註明各人國籍。墓碑上寫有「四二六空难公墓」字樣。該墓碑是墓園的香港商人梁先生免費提供的。梁先生當時還無償地幫助罹難者家屬支付了近百萬元的交通費和餐費。

## 相關空難
- 中华人民共和国航空航天意外列表，其中在廣西墜毀的有：[11]
  - 中國南方航空3943號班機空難（1992年）
  - 中國東方航空5735號班機空難（2022年）